# 800

## Събития
- 25 декември – Карл Велики е коронован за император на Свещената Римска империя от папа Лъв III.